# Transports en commun de Montmélian
Mont-Bus est un réseau de transport en commun desservant la commune de Montmélian à l’aide d’une ligne servant de navette dans toute la ville et un service de transport à la demande permettant de se rendre à Chambéry et Challes-les-Eaux.
Il est exploité par la communauté de communes Cœur de Savoie.

## Histoire
Quelques mois après son élection au poste de maire de Montmélian en mars 2008, Béatrice Santais évoque le projet de créer une navette desservant les différents quartiers de Montmélian,.
En août 2009, la commune signe un contrat de location d’un an, valable à partir du 1er septembre 2009, pour louer un minibus, un Vehixel Cityos accessible aux fauteuils roulants, auprès du réseau Je prends le bus ! de la Co.RAL,. Le 15 septembre 2009, la navette Mont-Bus est officiellement mise en place. Elle est déléguée à la SAT et assure quatorze rotations par semaine,. Outre la volonté de faciliter les déplacements pour les habitants ne disposant pas de moyens de locomotion ou ne souhaitant pas utiliser leur véhicule personnel,, la mise en place du réseau par la ville de Montmélian s’inscrit également dans une politique de favorisation des déplacements doux, et dans la logique du label Citer’gie, détenue par la commune depuis décembre 2007.
Afin de permettre aux habitants de découvrir ce nouveau service, la mairie fait le choix de le laisser gratuit pendant le premier mois, avant de fixer le prix du ticket journalier à 0,50 €.
En août 2010, le contrat de location du minibus est renouvelé pour quatre mois à compter du 1er septembre 2010 pour permettre le maintien de la navette en attendant la livraison d’un véhicule neuf, un Dietrich City 9 sur châssis de Citroën Jumper, commandé auprès de la société Dietrich Véhicules à l’été 2010. Ce véhicule est réceptionné en novembre de la même année.
En mai 2011, l’offre est améliorée par la création d’un service de transport à la demande (TAD), fonctionnant uniquement les jeudis après-midi, et permettant aux montmélianais, en réservant jusqu’à 48 heures avant, de se rendre au Médipôle de Savoie (à Challes-les-Eaux) ainsi qu’à divers lieux importants de Chambéry, dont la préfecture, l’hôpital, la CPAM et les Halles.
À l’automne 2012, les services du dimanche matin sont supprimés et remplacés par des rotations le mercredi.

## Organisateurs du réseau
La ville de Montmélian, peuplée de 4 129 habitants au recensement de 2014, assure la totalité des missions liées à l’exploitation du réseau :
- Définir le parcours de la navette ;
- Déterminer les adaptations du circuit en fonction des besoins des habitants ;
- Fixer le prix des titres de transports ;
- Réaliser les investissements lourds (achats de véhicules...) nécessaires au bon fonctionnement du service ;
- Informer les usagers du fonctionnement du service.

## Réseau

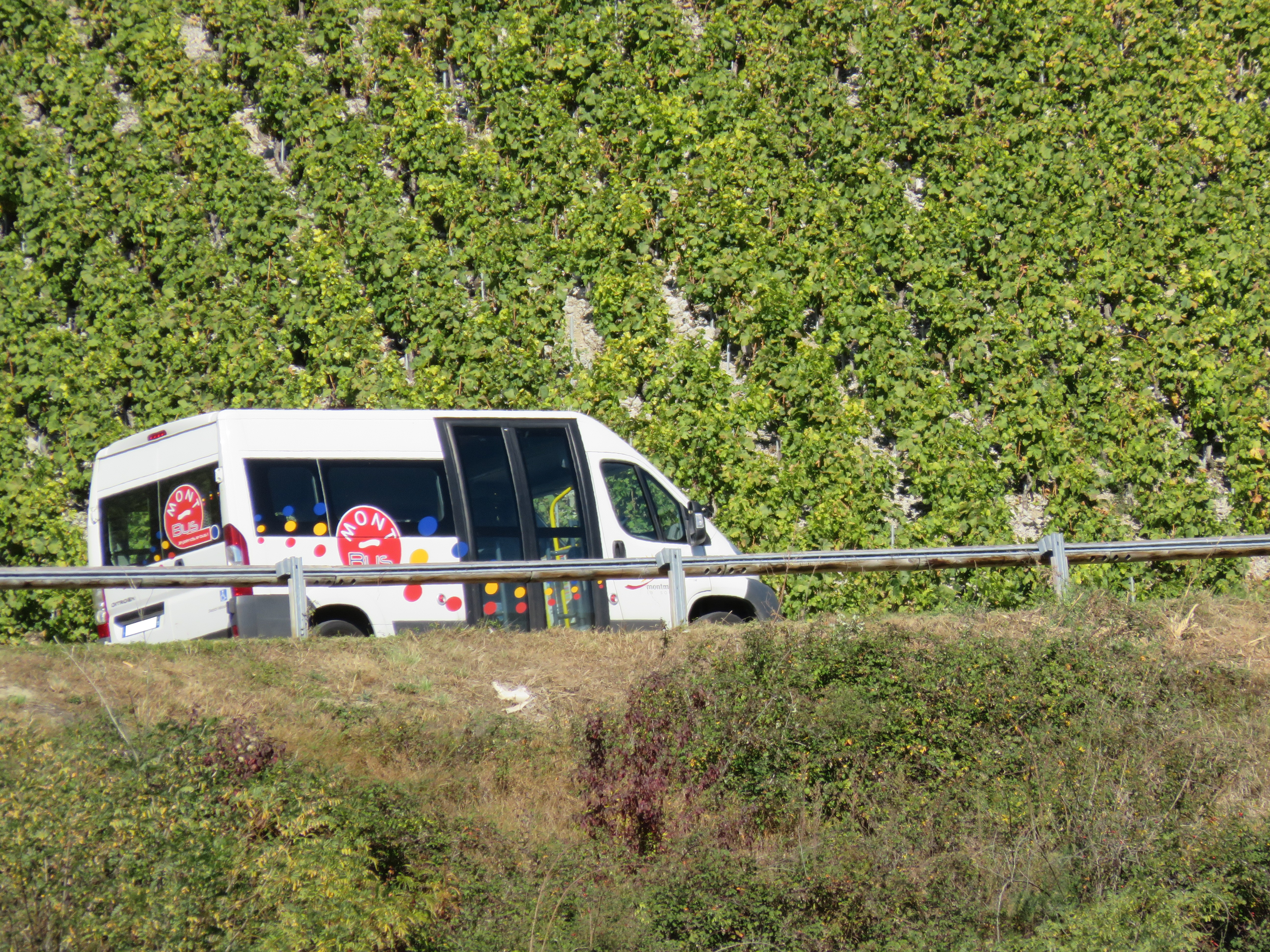
La navette dans les hauteurs de Montmélian en 10 2017.

### Territoire desservi
En 2024, le réseau Mont-Bus dessert les communes suivantes :
- Challes-les-Eaux ;
- Chambéry ;
- Montmélian

* communes desservies uniquement en transport à la demande

### Lignes
Le réseau de bus Mont-Bus est composé de deux lignes de bus : une régulière, interne à Montmélian, et une autre assurée uniquement en transport à la demande vers Challes-les-Eaux et Chambéry.
| No  | Date d'ouverture  | Parcours                | Parcours                     | Longueur | Jours de fonctionnement | Matériel | Exploitant     |
| No  | Date d'ouverture  | Terminus 1              | Terminus 2                   | Longueur | Jours de fonctionnement | Matériel | Exploitant     |
| --- | ----------------- | ----------------------- | ---------------------------- | -------- | ----------------------- | -------- | -------------- |
| NAV | 15 septembre 2009 | Montmélian (circulaire) | Montmélian (circulaire)      | 13,2 km  | Ma, Me, V               | City 9   | Cœur de Savoie |
| TAD | mai 2011          | Montmélian              | Challes-les-Eaux ou Chambéry | -        | J                       | City 9   | Cœur de Savoie |

### Interconnexion avec les autres réseaux
Cars Région Savoie

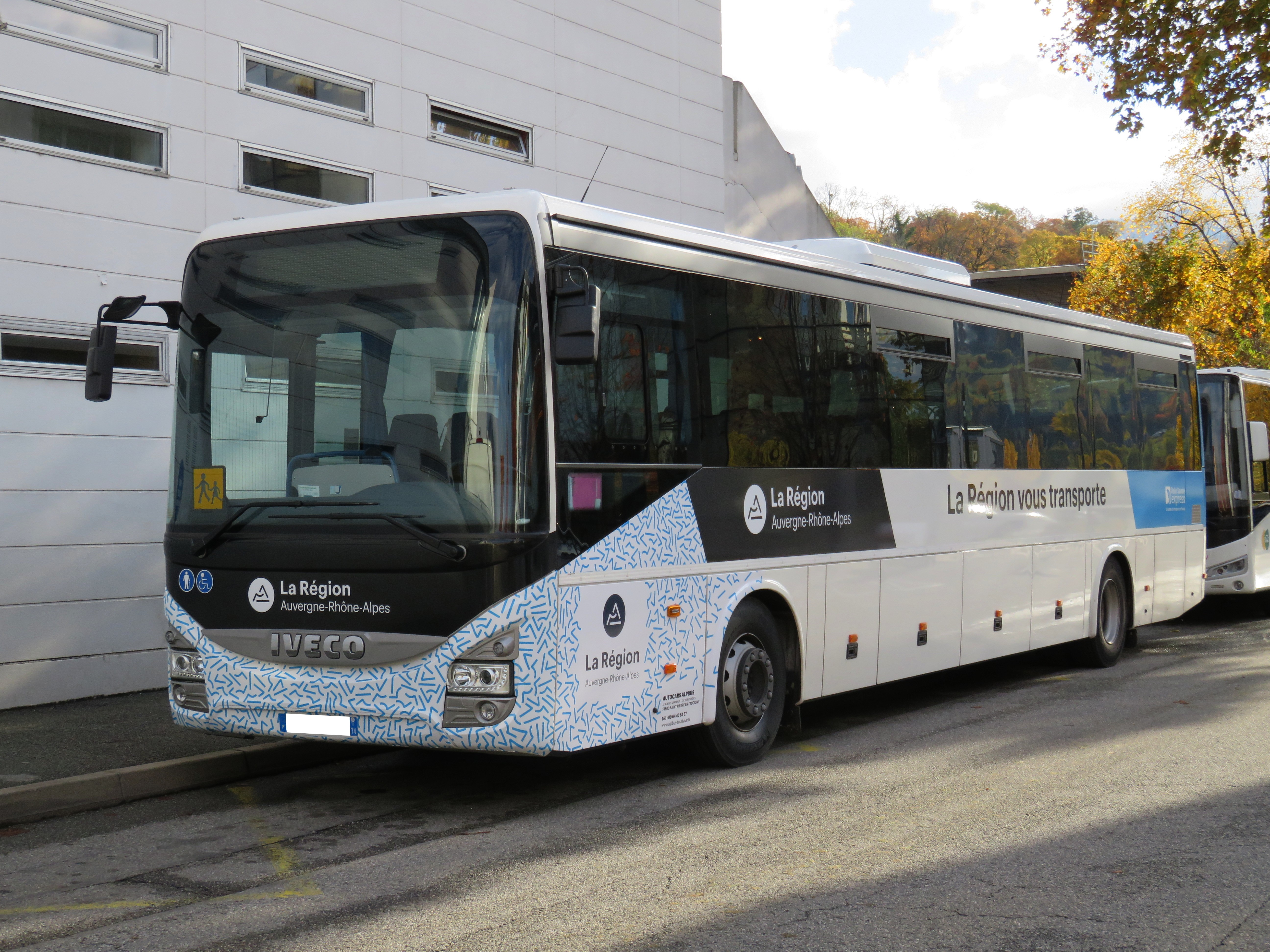
Un Cars Région Savoie à Chambéry en 11 2018.

La navette Mont-Bus rencontre, à l’arrêt Gare, la ligne C3 du réseau Cars Région Savoie. Celle-ci relie la gare routière de Chambéry à Chamoux-sur-Gelon en desservant plusieurs villes intermédiaires dans le département : Bassens, Saint-Alban-Leysse, La Ravoire, Challes-les-Eaux, Chignin, Montmélian, Sainte-Hélène-du-Lac, Les Mollettes, Laissaud, La Chapelle-Blanche, Détrier, La Rochette, Arvillard, La Croix-de-la-Rochette, Villard-Sallet et Villard-Léger. Elle ne dessert que deux arrêts dans la commune, Gare et Clé des Champs Hôtel Primevère — ce dernier étant situé à moins de 500 mètres des arrêts Les Sommées et Centre nautique du réseau montmélianais — et assure trois passages par jour : un le matin et en début d’après-midi en direction de Chambéry, puis un en fin d’après-midi vers Chamoux-sur-Gelon.
En période scolaire, des services partiels — limités aux lycées du Granier, à La Ravoire, et Gaspard-Monge, à Chambéry — sont ajoutés.
Toutefois, il n’existe pas de titres de transports communs à ces deux réseaux. Par conséquent, les voyages à bord des Cars Région Savoie nécessite l’achat d’un titre de transport auprès du conducteur ou en gare routière.
Synchro

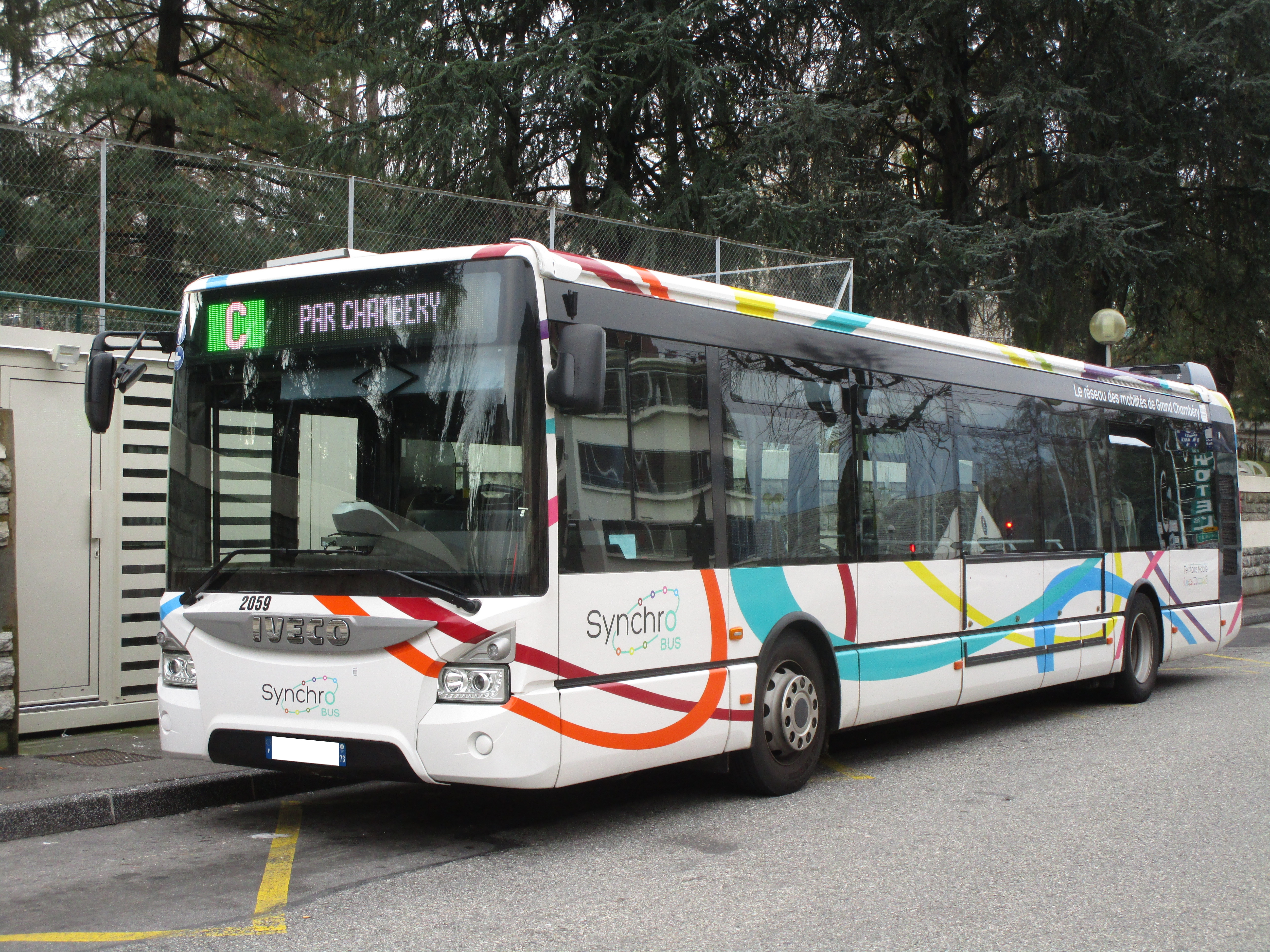
Un Synchro Bus à Challes-les-Eaux en 12 2019.

Le service de transport à la demande, qui permet aux montmélianais de se rendre à Challes-les-Eaux et Chambéry le jeudi après-midi, entre donc en correspondance avec le réseau urbain de la communauté d’agglomération du Grand Chambéry, Synchro Bus. Il rencontre, dans ces deux villes, les lignes :
- A, qui relie les deux campus savoyards de l’Université Savoie-Mont-Blanc, situés à Jacob-Bellecombette et au Bourget-du-Lac, en passant par le centre-ville de Chambéry[6], aux arrêts Halles et Hôpital Maché ;
- C, qui relie Challes-les-Eaux à La Motte-Servolex en traversant le centre-ville de Chambéry par l’ouest[7], aux arrêts Halles, Hôpital Biset, Médipôle et Préfecture ;
- D, qui relie Saint-Alban-Leysse au quartier de Chamoux en traversant le centre-ville de Chambéry par l’est[8], aux arrêts Halles et Hôpital Maché ;
- 1, qui relie en fonction des heures La Motte-Servolex ou les Hauts-de-Chambéry au quartier du Biollay via Chambéry centre[9], à l’arrêt Préfecture ;
- 3, qui relie Saint-Baldoph à la zone des Landiers Nord (au nord de Chambéry) par le centre de Chambéry[10], aux arrêts Préfecture et Sécurité Sociale ;
- 6, qui relie Saint-Baldoph à Bassens via Challes-les-Eaux[11], à l’arrêt Médipôle.

Toutefois, il n’existe pas de titres de transports communs à ces deux réseaux. Par conséquent, les voyages à bord des bus Synchro Bus nécessite l’achat d’un titre de transport auprès du conducteur ou de l’agence commerciale.
Nav’Espace

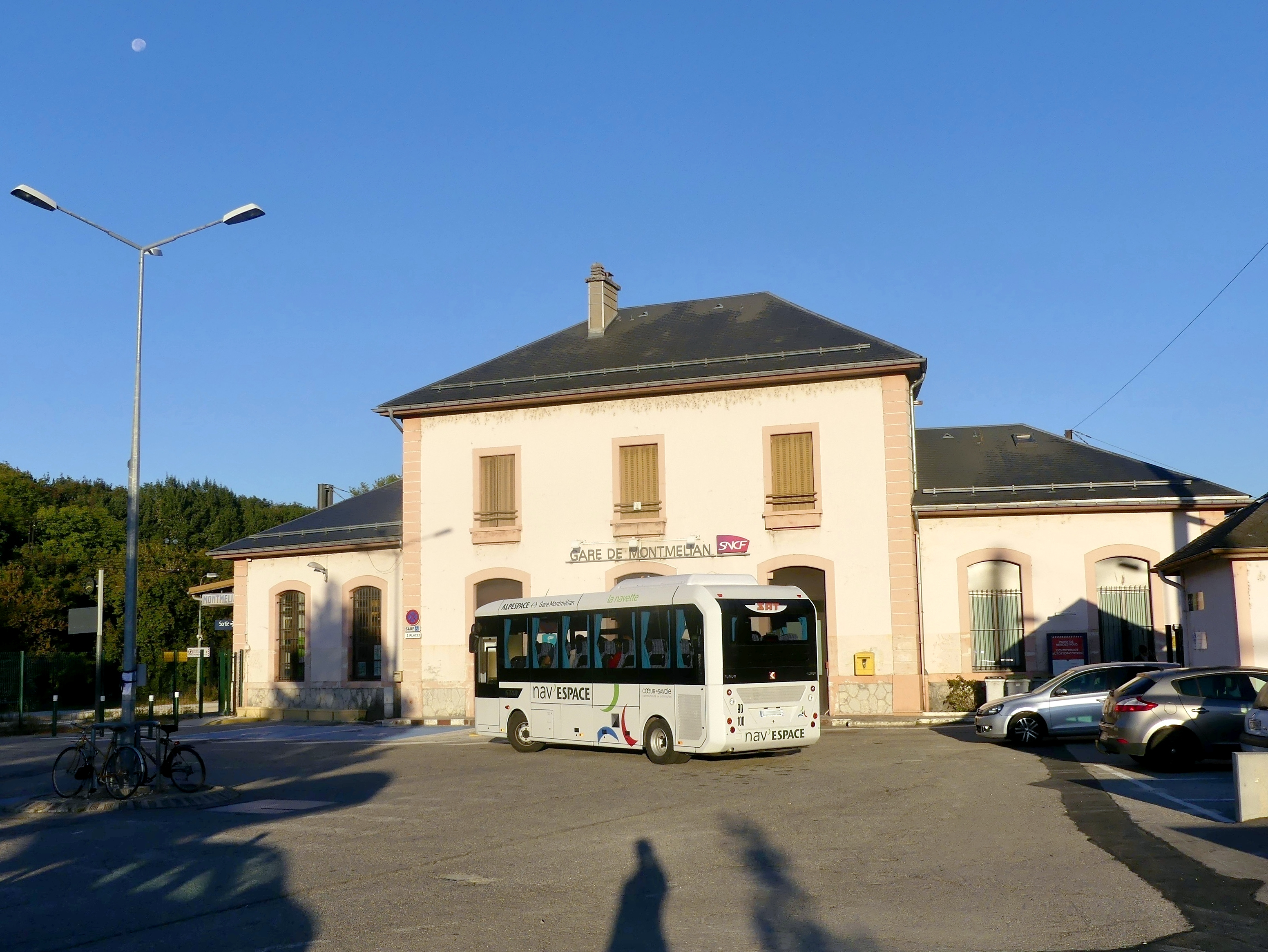
Le midibus Nav’Espace devant la gare de Montmélian en 9 2018.

Nav’Espace est le nom donné à la navette mise en place par le Syndicat Mixte Alpespace, gestionnaire du parc, et destinée à relier la gare de Montmélian au parc d’activités Alpespace grâce à un circuit composé de 9 arrêts dont deux à la demande. Ouverte à tous, elle circule du lundi au vendredi et dispose de deux arrêts communs avec la navette Mont-Bus de la mairie de Montmélian : Gare et Amélie Gex (desservi uniquement à la demande),. Le deuxième arrêt desservi à la demande, nommé Hôtel La Clé des Champs, est quant à lui situé à moins de 500 mètres des arrêts Les Sommées et Centre nautique du réseau montmélianais.
Neuf départs sont assurés par cette navette, à raison de quatre le matin et cinq le soir, dont les horaires sont calés sur les trains en provenance et à destination de Chambéry et Grenoble afin d’assurer la continuité des transports depuis ces deux villes et Saint-Jean-de-Maurienne.
La tarification, différente de la navette Mont-Bus, se décompose en deux titres de transports : des tickets 1 trajet, vendu à l’unité ou par carnet de 10, et un abonnement mensuel. Ils sont vendus uniquement à bord de la navette.

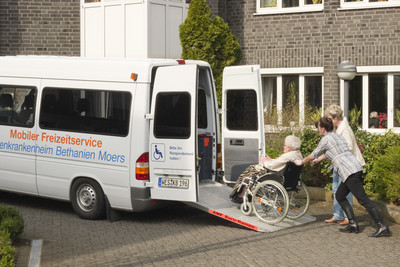
Un véhicule avec une rampe d’accès pour les PMR sur le même modèle que le minibus Mont-Bus.

### Accessibilité aux personnes à mobilité réduite
Le minibus du réseau, un Dietrich City 9 sur châssis de Citroën Jumper, est accessible aux utilisateurs de fauteuils roulants. En effet, celui-ci est doté, au niveau des portes arrière, d’une rampe d’accès rétractable et antidérapante afin de permettre aux UFR de monter à bord du véhicule, où ils disposent d’un emplacement réservé.
Son intérieur, modulable, peut accueillir 9 personnes ainsi qu’un à cinq fauteuils roulants. Une fois à bord, les fauteuils sont arrimés grâce à un système d’enrouleurs et quatre points d’ancrage.
Afin de faciliter la montée des personnes ayant des difficultés à se déplacer, le véhicule est également doté de deux barres au niveau des portes latérales et d’un sol antidérapant.
L’accessibilité du véhicule aux personnes à mobilité réduite et aux utilisateurs de fauteuils roulants est signalé par un pictogramme représentant le symbole international d’accessibilité (♿) sur la porte arrière droite du minibus.

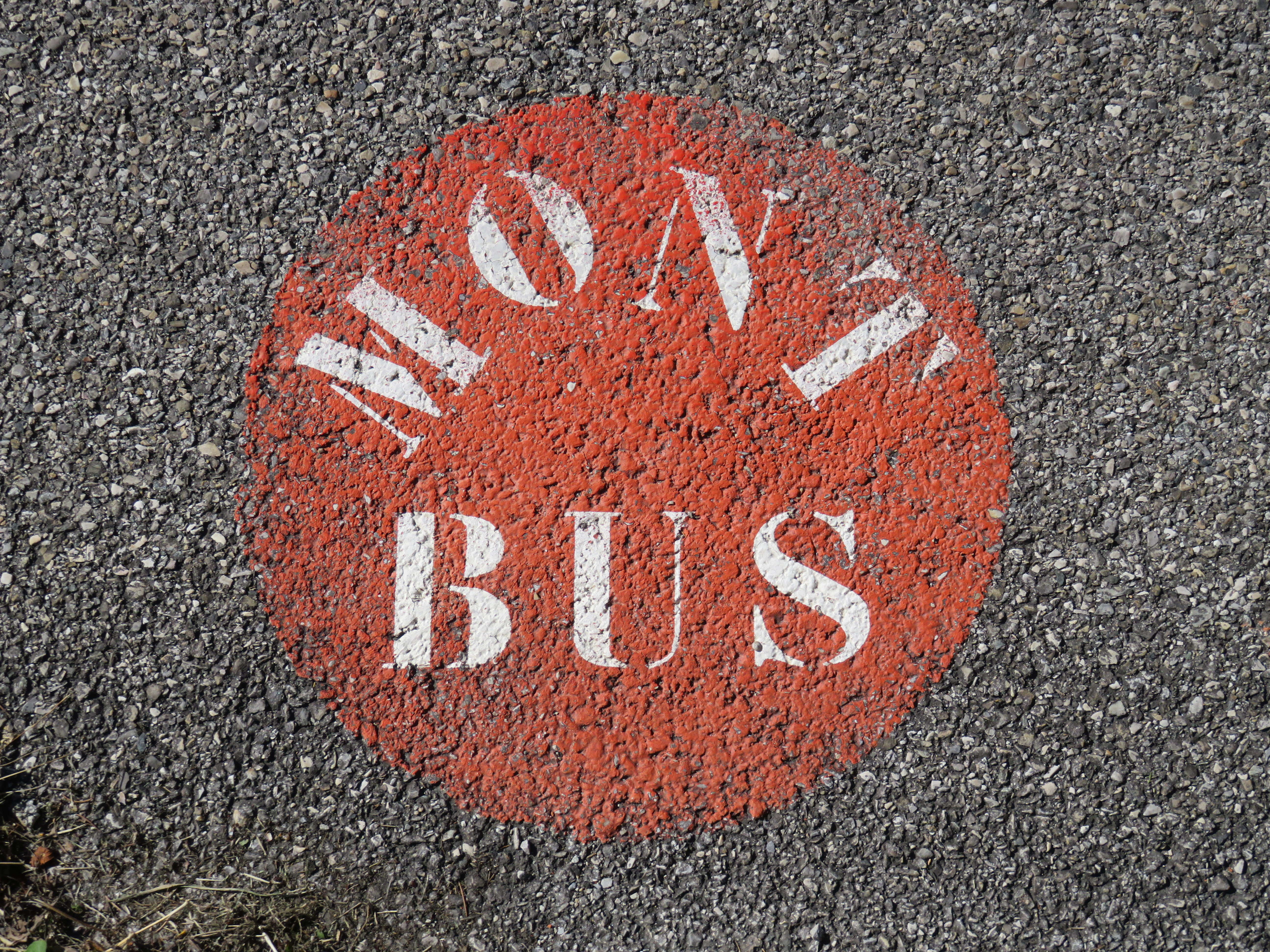
Un arrêt du réseau en 10 2017.

### Arrêts
À sa création en 2009, le réseau est doté de 22 arrêts,, qui sont alors matérialisés par des zébrures jaunes et le logo du réseau peint au sol,.
En 2017, le réseau compte 29 arrêts, dont cinq situés hors de la ville de Montmélian (4 à Chambéry et 1 à Challes-les-Eaux) et desservis uniquement en transport à la demande les jeudis après-midi. Dans ce cas, l’arrêt s’effectue à un arrêt du réseau de bus de Chambéry, le Synchro Bus. Sur ce réseau, les arrêts concernés sont nommés Médipôle (arrêt de Challes-les-Eaux), Préfecture, Hôpital Chambéry, Sécurité Sociale et Halles (arrêts de Chambéry).

## Identité visuelle

### Logos
Le logo se compose d’un rond rouge, dont la base est prolongée vers la droite par un trait de la même couleur contenant le slogan du réseau, Je prends le bus !. Un rond bleu de la même hauteur que le trait suit ce dernier.
Le nom du réseau, inscrit dans le rond rouge, se décompose en trois parties : le mot Mont est écrit en blanc et suit le contour du rond ; le trait, blanc également, prend la forme d’un tilde et se situe au centre de la figure géométrique ; enfin, le mot Bus est écrit en majuscules bleues à l’horizontale.

Le logo du réseau.

### Livrée des véhicules
La livrée du réseau est relativement simple. Le minibus est blanc avec trois rangées de pointillés, alignées en forme de vagues superposées de couleurs différentes : une bleue en haut, puis une jaune et enfin une rouge. Le logo du réseau est présent sur les quatre faces, tandis que le logo de la ville de Montmélian est collé sur les deux portes avant du véhicule.

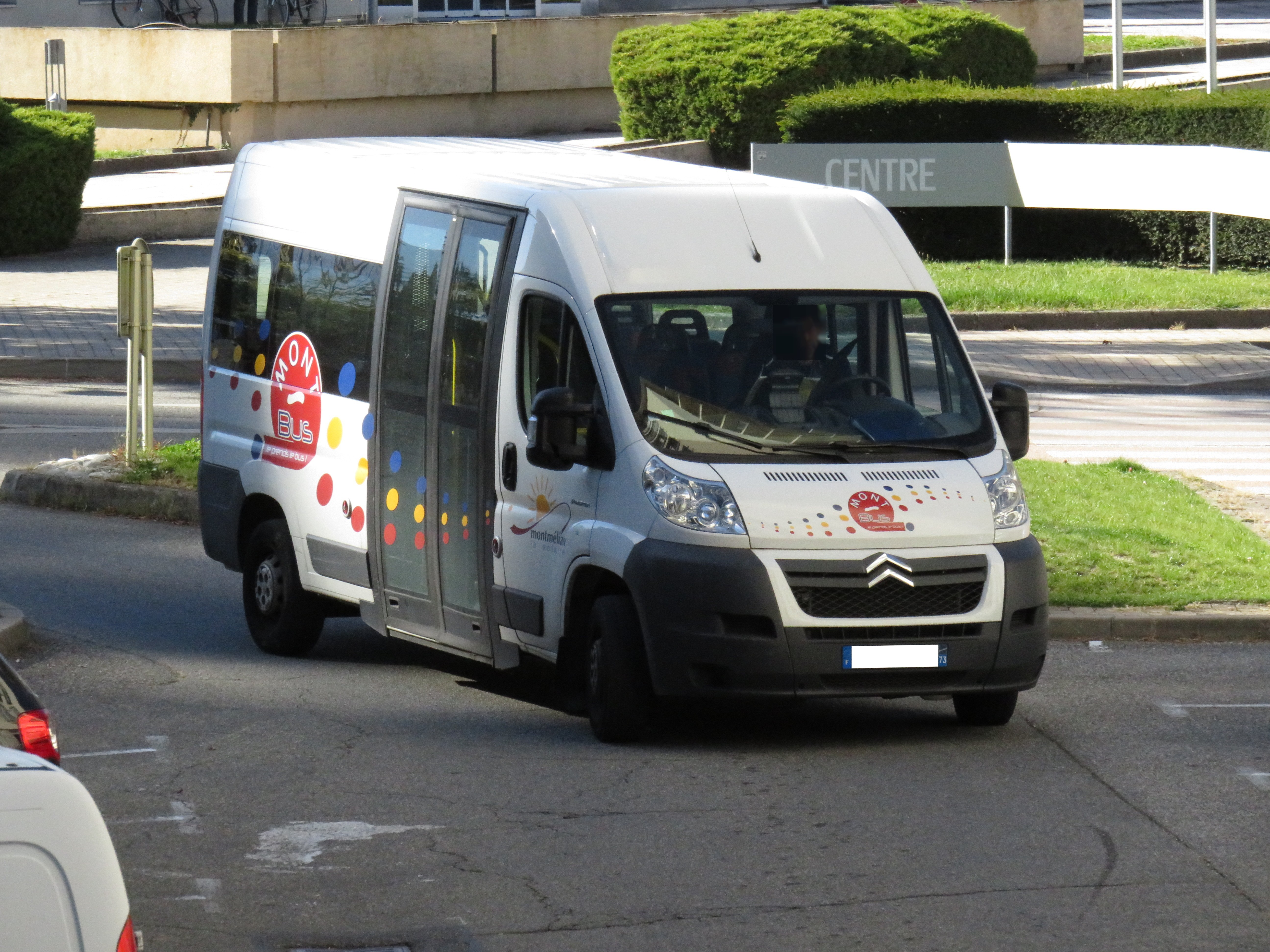
Vue sur l’avant droit.
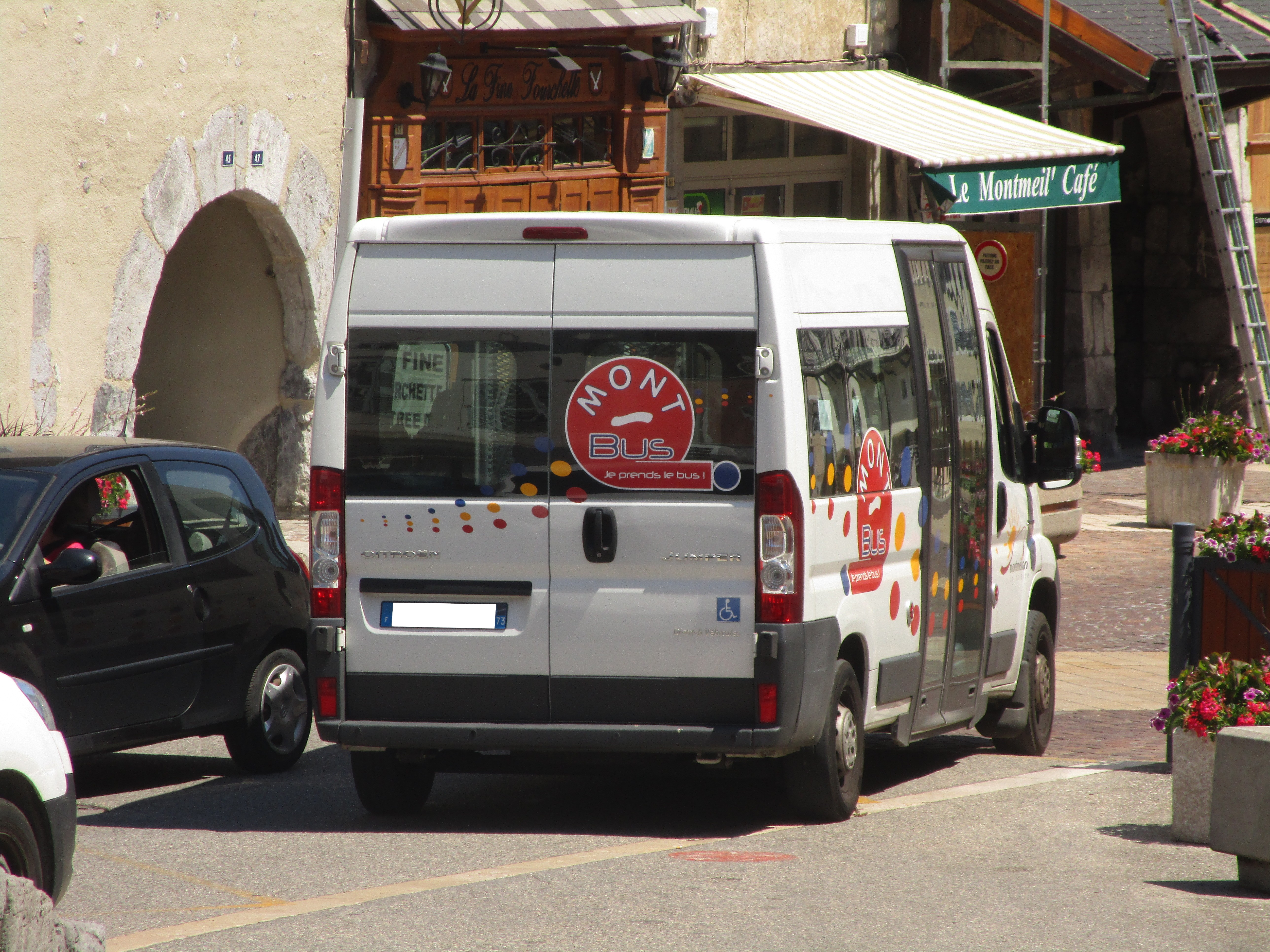
Vue sur l’arrière droit.
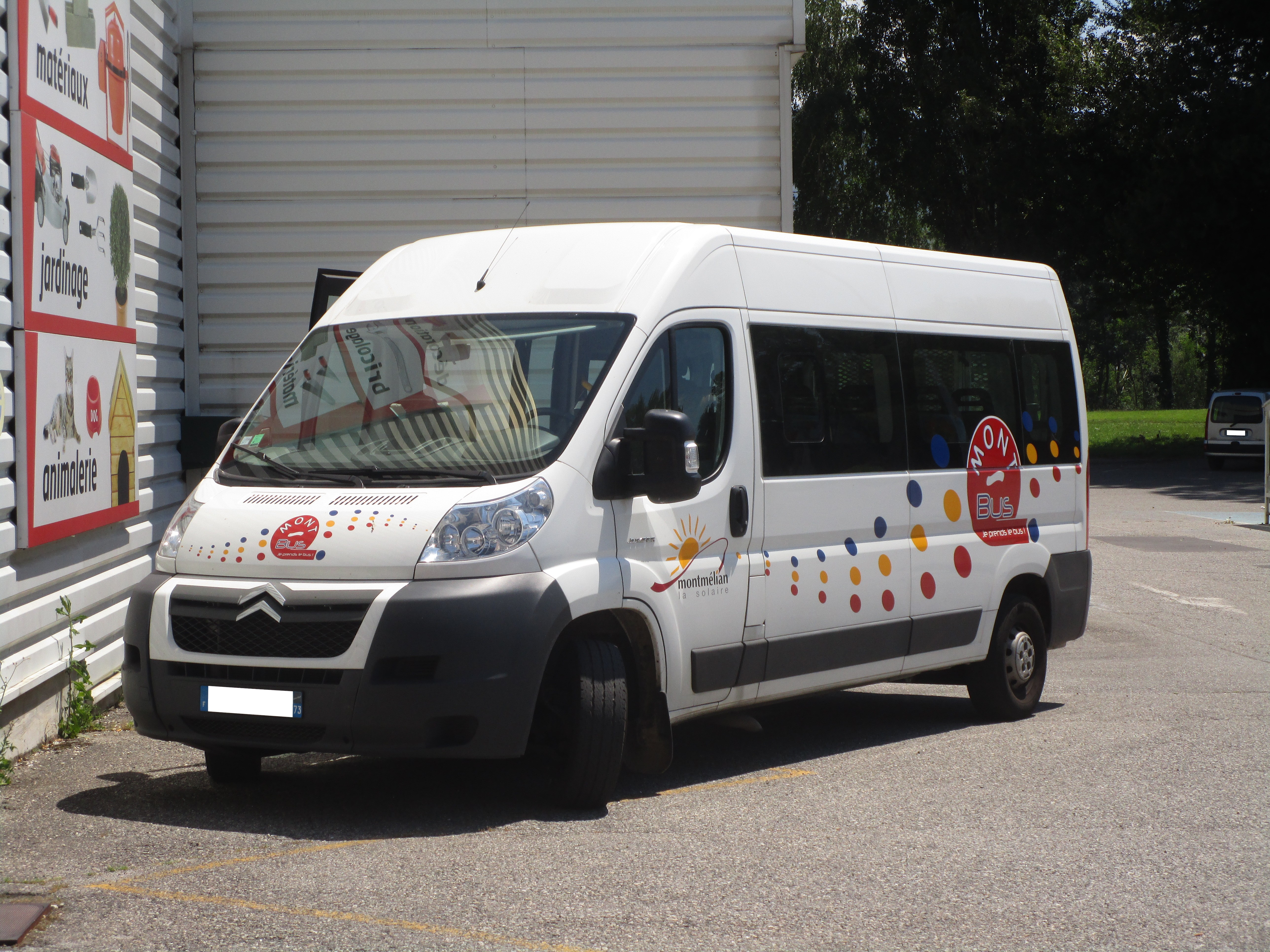
Vue sur l’avant gauche.
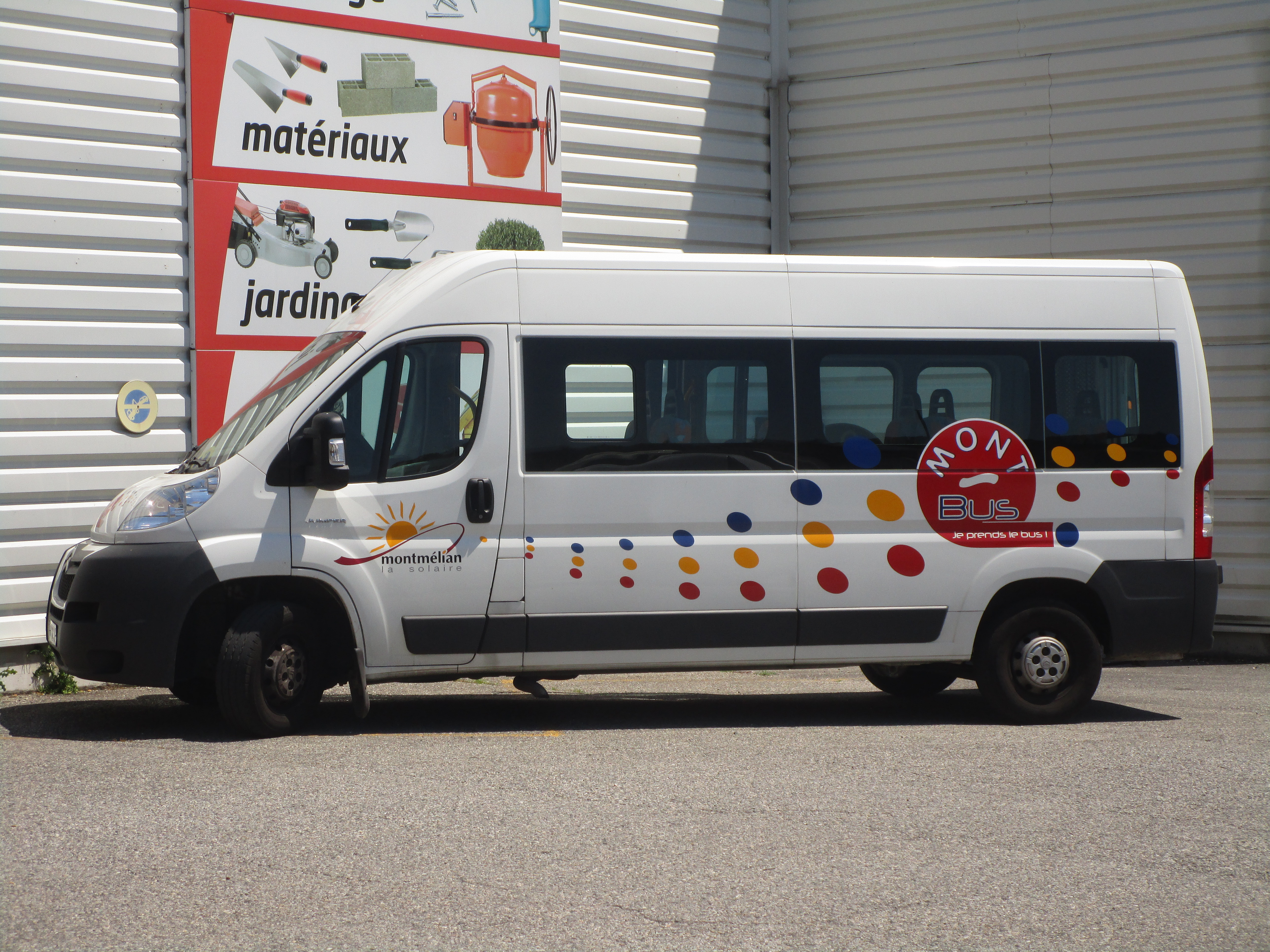
Vue sur le côté gauche.
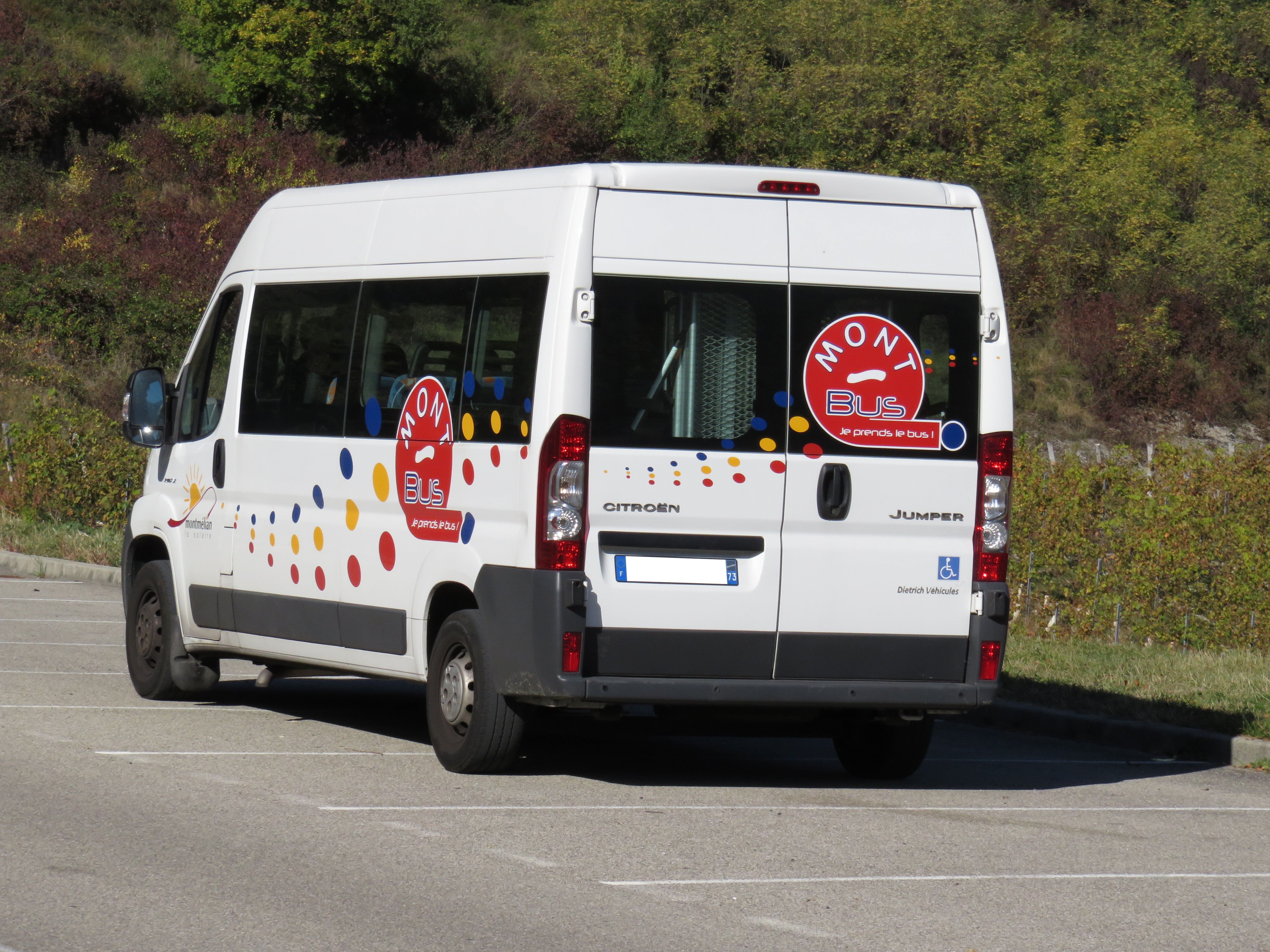
Vue sur l’arrière gauche.

## Intermodalité

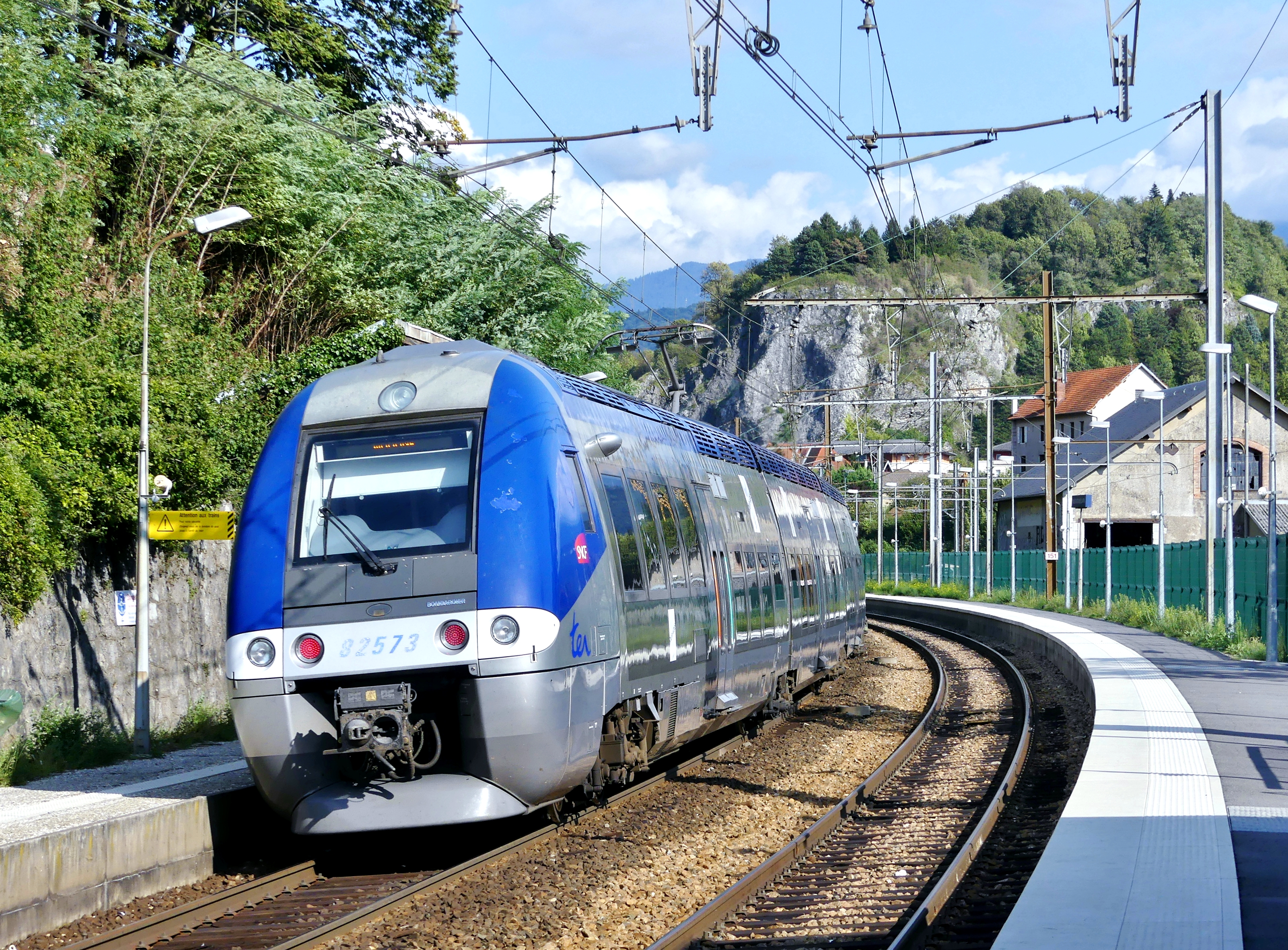
Un TER à la gare de Montmélian à l’été 2017.

### Train
Le réseau Mont-Bus dessert la gare SNCF de Montmélian. Celle-ci est desservie au quotidien par 102 trains à destination de nombreuses destinations régionales parmi lesquelles les préfectures des départements de la Savoie, de la Haute-Savoie, de l’Isère et de la Drôme (respectivement Chambéry, Annecy, Grenoble et Valence), mais aussi le chef-lieu de la région Auvergne-Rhône-Alpes (Lyon) et plusieurs autres villes (Albertville, Bourg-Saint-Maurice, Modane, Rives et Saint-André-le-Gaz).
En hiver, des trains à destination des stations de sports d’hiver s’arrêtent dans la gare montmélianaise. Ils proviennent de villes françaises situées hors de la région (Brest, Le Havre, Nantes, Quimper, Rennes), mais aussi de la capitale, Paris, et d’autres capitales européennes, dont Bruxelles et Londres.
La gare est dotée d’un espace de vente ouvert tous les jours.

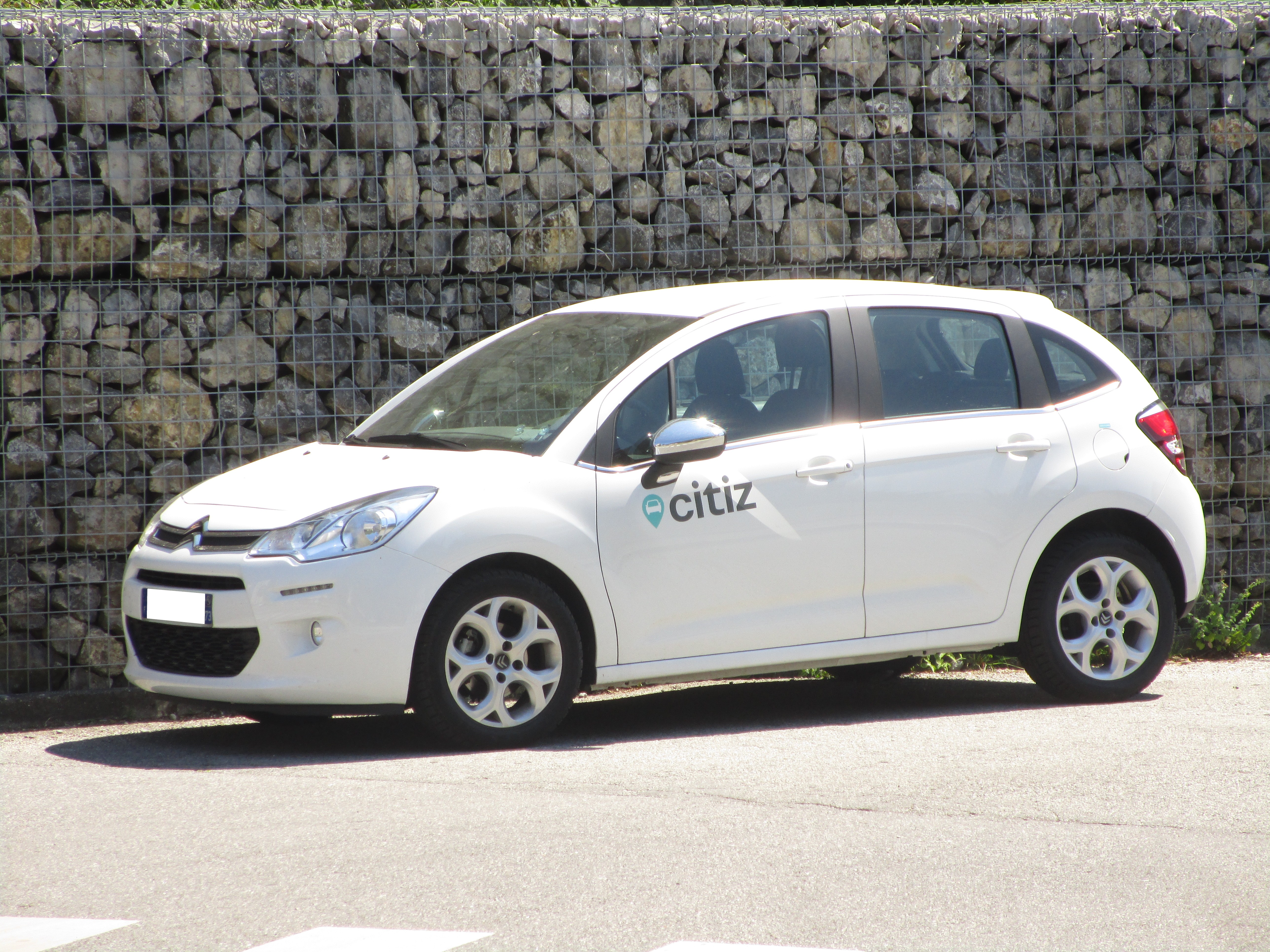
Une voiture Citiz à Montmélian en juin 2017.

### Citiz: autopartage
Depuis 2014, un service d’autopartage est disponible sur la commune de Montmélian. Il est géré par la société Citiz — anciennement Citélib — et permet, après s’être inscrit, de réserver un véhicule (plusieurs tailles sont proposées) pour une durée plus ou moins longue. La réservation peut s’effectuer depuis le site internet du service, son application mobile ou par téléphone.
Le coût de la location varie selon le véhicule loué. Il est calculé à l’heure (de 2 à 3,5 € à l'heure selon le type de voiture) et au kilomètre effectué (coût fixe de 0,35 €/km). Le carburant est compris dans le prix de la location,. Un simulateur de tarif est intégré au site internet.
Lors de son installation à Montmélian à l’automne 2014, Citélib ne propose qu’une seule station, installée devant la gare et inaugurée en mars 2015,. Devant le nombre d’utilisateurs de cette dernière, un second véhicule est installé sur le territoire communal, au niveau du rond-point du pôle emploi, à la fin de l’année 2016. En 2017, ces deux stations sont toujours en activité,.

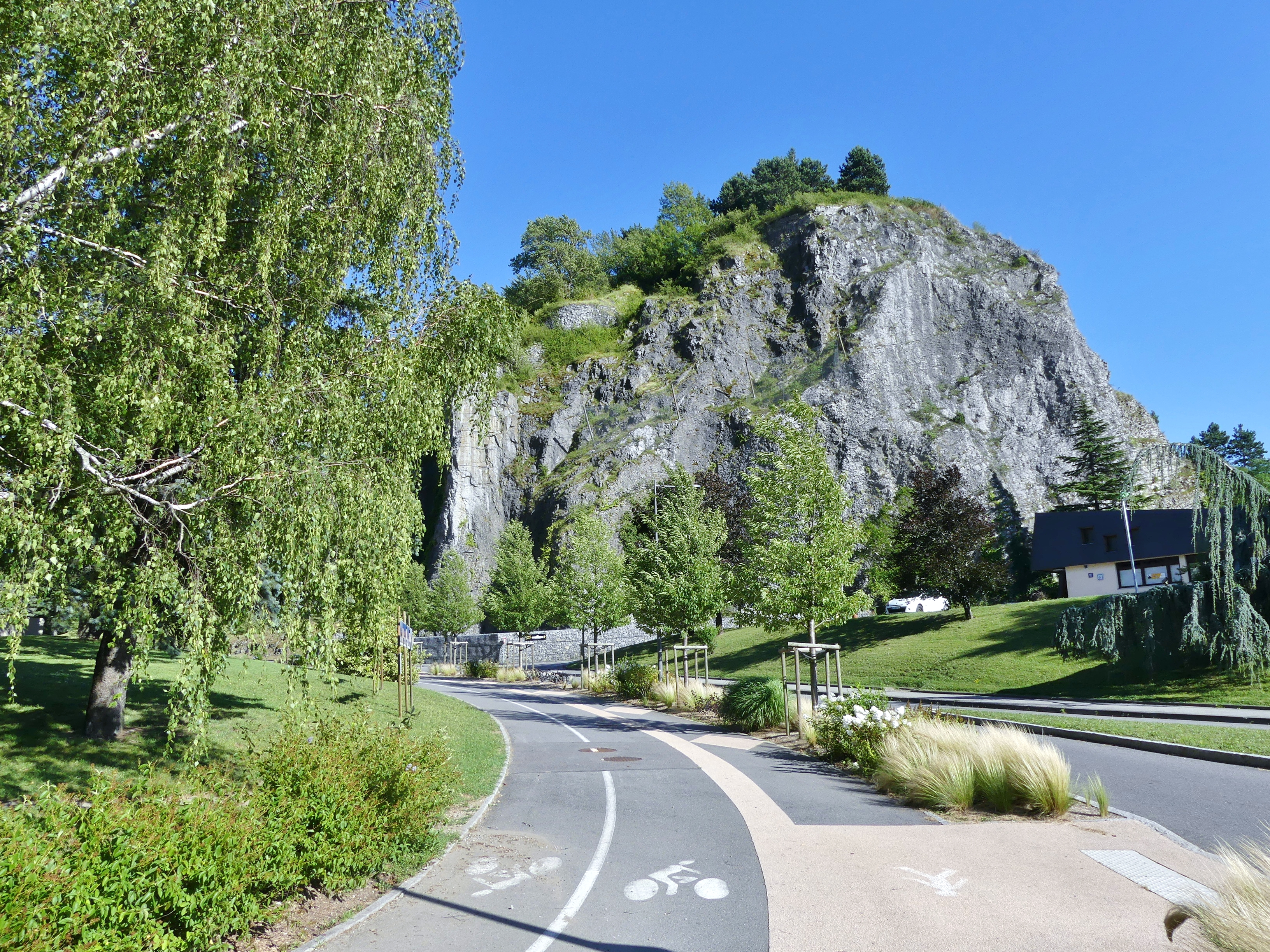
Une piste cyclable dans le centre-ville de Montmélian en 7 2017.

### Vélo
Depuis plusieurs années, la ville de Montmélian a engagé une politique de favorisation des déplacements doux,,. Pour cela, elle s’est doté d’un réseau de pistes cyclables couvrant une grande partie de son territoire. Une partie de ces pistes cyclables est en site propre, c’est-à-dire séparée des voies de circulations réservées aux autres usagers de la voirie (voitures, piétons, etc.).
Le 25 novembre 2014, la ville est distinguée par la FFCT, qui lui remet le label Ville et Territoire Vélo touristique à l’occasion du Salon des Maires, attribué à la commune par cette même fédération depuis le 29 septembre de la même année.
Au moment du renouvellement du label en 2017, on compte plus de 3 kilomètres et demie de pistes et bandes cyclables, sur le territoire communal, où on trouve également 13 arceaux à vélos, au niveau des équipements publics ainsi qu’une consigne à vélos devant la gare.

## Exploitation

### État de parc
En 2019, un seul véhicule est affecté aux lignes du réseau Mont-Bus. Il s’agit d’un minibus de type Dietrich City 9 sur châssis de Citroën Jumper, capable d’accueillir 9 personnes et accessible aux UFR. Il appartient depuis 2010 à la ville de Montmélian et remplace un précédent véhicule.
En effet, en 2009 et 2010, la commune, ne sachant pas si le service connaitra le succès escompté, préfère louer un véhicule afin de limiter les frais. La navette est alors assurée par un minibus de type Vehixel Cityos 20 sur base de Renault Master, conçu pour accueillir 18 personnes (neuf assises et neuf debout) et équipé d’une rampe d’accès pour les PMR,,. Ce véhicule provient du réseau Je prends le bus ! d’Albertville et est loué, d’abord pour un an en août 2009 puis à nouveau pour quatre mois en septembre 2010, auprès de l’Autorité organisatrice de transports (AOT) de ce dernier, la Communauté de communes de la région d’Albertville (Co.RAL), pour 1 000 €/mois,. À la fin de l’année 2010, il est rendu à la Co.RAL et remplacé par un véhicule neuf, acheté par la ville de Montmélian, qui circule encore sur le réseau en 2019.

### Dépôt

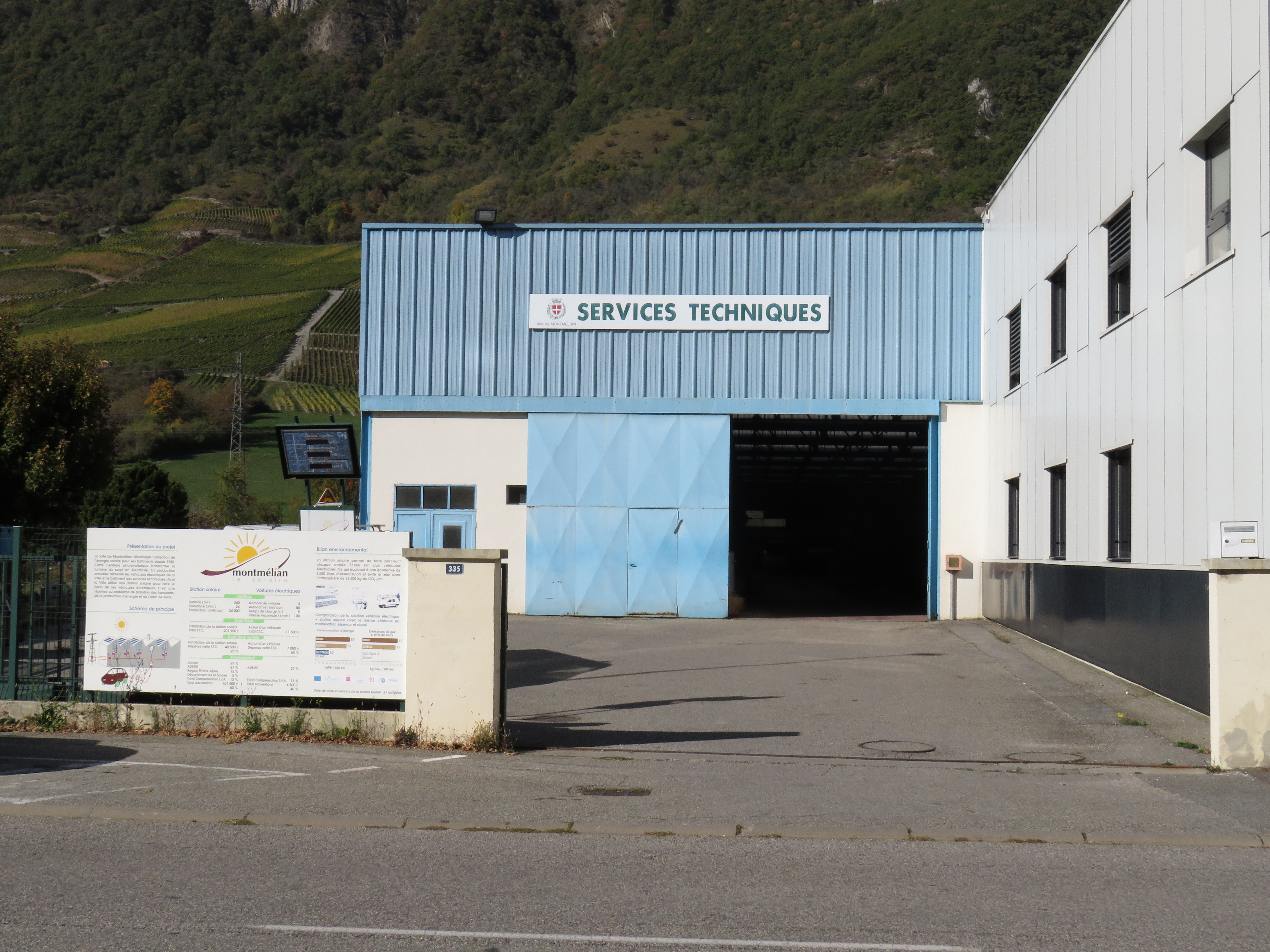
Les services techniques de Montmélian en 10 2017.

Le minibus est entreposé aux services techniques de la ville de Montmélian. Ils se situent au 335 Avenue de la Gare, à Montmélian (45° 30′ 08″ N, 6° 02′ 58″ E).

### Sécurité
Conformément à la législation en vigueur, le minibus est soumis à un contrôle technique, effectué par un centre indépendant et reconnu, valable 6 mois. Au cours de cette visite, tous les éléments de sécurité ainsi que l’arrimage des sièges et la motorisation sont vérifiés.
Les portes latérales sont dotées de bords sensibles, capable de remarquer la présence d’un corps étranger entre les battants et d’entraîner un phénomène de réversion, c’est-à-dire la réouverture des portes. Leur fermeture est également vérifiée par des capteurs : si les vantaux sont mal fermés, le véhicule ne peut pas démarrer. De plus, en cas de problème empêchant l’ouverture des battants depuis l’intérieur, deux mécanismes, l’un à l’extérieur et l’autre à l’intérieur, sont installés à proximité de chaque portes et permettent de déclencher la décompression, c’est-à-dire le fait de vider les réserves d’air comprimé, rendant ainsi les battants inertes.
Le véhicule est également doté d’un extincteur.

Sécurités à bord du minibus
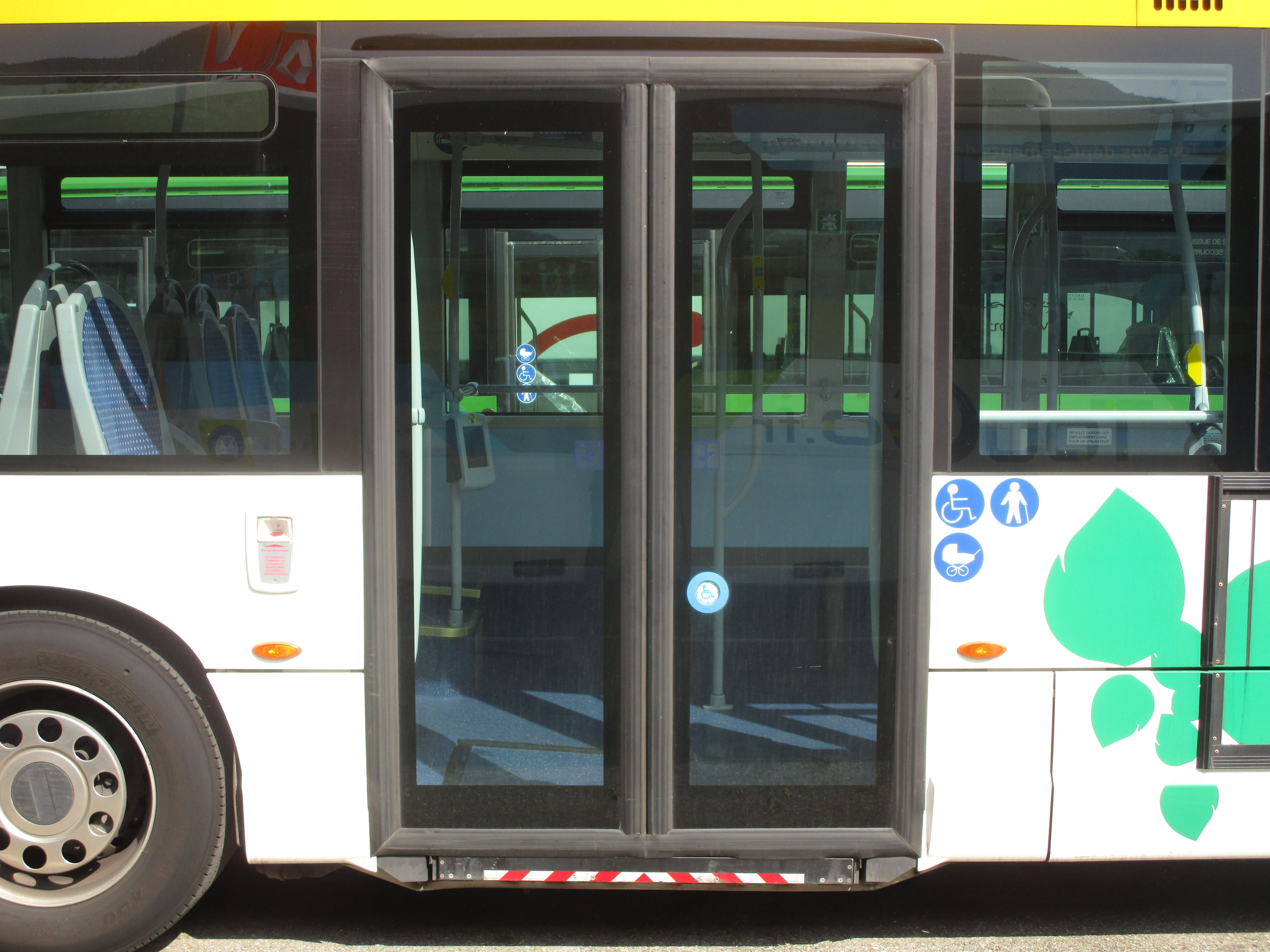
Des portes dotées de bords sensibles.
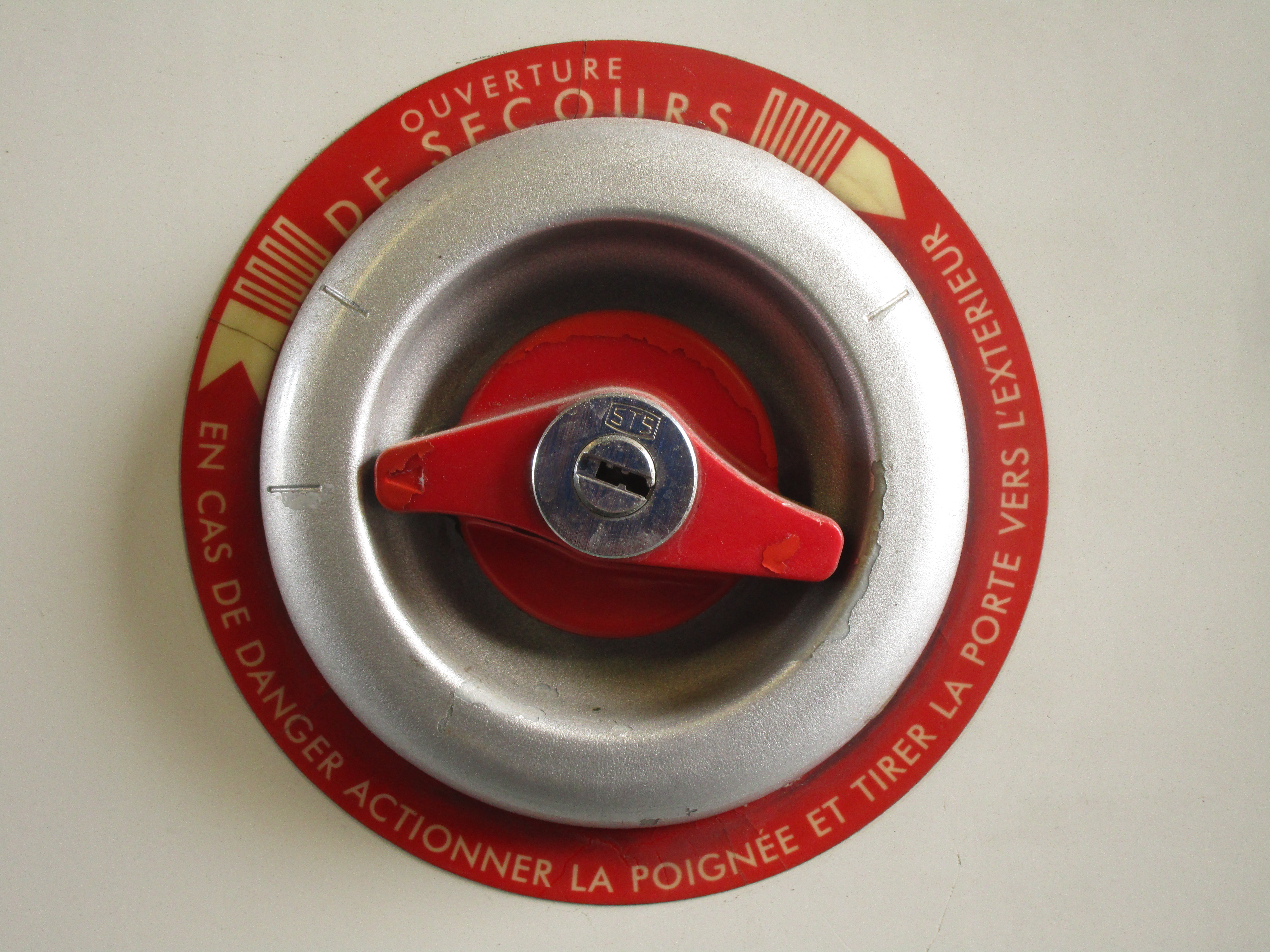
Le système d’ouverture de secours des portes (extérieur).
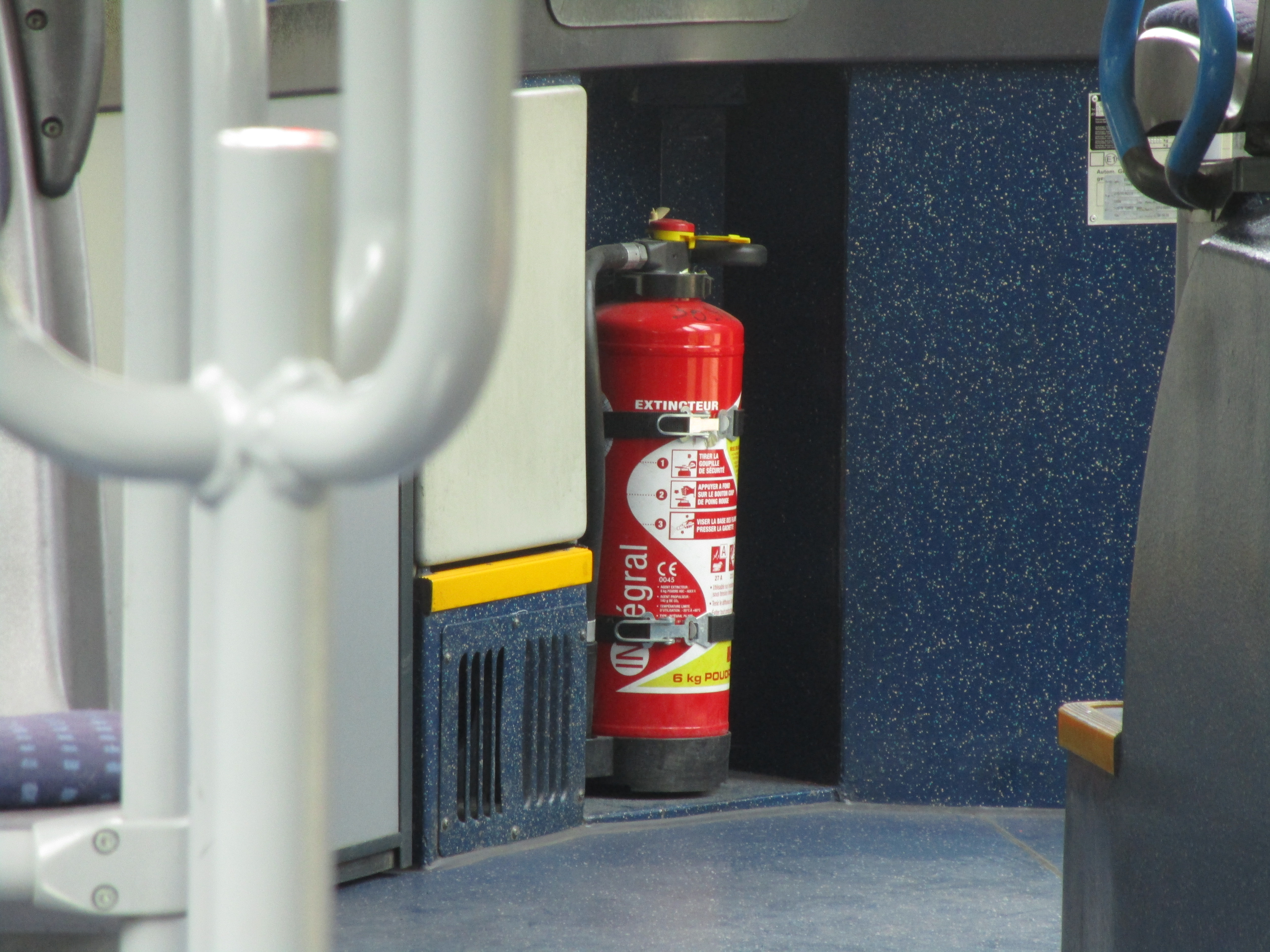
Un extincteur.

### Personnel d'exploitation
Le minibus ne dispose pas d’un conducteur attitré. Il peut être conduit par n’importe quel agent municipal disposant du permis B.

### Information aux voyageurs
Il est possible de trouver les informations (fonctionnement, tarifs, horaires, etc.) de la navette et du transport à la demande à la fois dans les documents éditées par la mairie de Montmélian (bulletin municipal, guide pratique et site internet), mais également sur le site Mobisavoie.fr, édité par le département de la Savoie.
La fiche horaire peut également être récupérée au format papier dans plusieurs lieux publics de Montmélian : en mairie, à l’office de tourisme et à la médiathèque Victor Hugo.

### Tarification
Lors de sa création en 2009, le réseau est gratuit pendant un mois, puis le tarif du ticket journalier est fixé à 0,50 €. Il est resté inchangé depuis.
Le service de transport à la demande dispose d’un tarif spécifique et fixe : un trajet, quelle que soit la destination (Chambéry ou Challes-les-Eaux), coûte 5 €.
La gratuité s’applique, au moment des recensements, aux agents recenseurs sur présentation de leur carte.